# 전주신흥고등학교
전주신흥고등학교(全州新興高等學校)는 대한민국 전북특별자치도 전주시 완산구 중화산동1가에 있는 사립 고등학교이다.

## 학교 연혁
- 1900년 9월 9일 : 전주 서문 밖 다가산(多佳山) 정상에 있는 레이놀즈(W.D.Reynolds) 선교사 사택의 사랑방에서 김창국(金昶國) 소년 1명으로 신학문당(新學問堂)을 열어 호남 최초의 근대교육을 시작
- 1904년 : 화산리 서원고개에 있는 해리슨(W.B.Harrison) 선교사 사택으로 학당을 이전하여, 해리슨 선교사와 그 부인, 최중진, 김필수, 김명식 등 5명이 10명의 학생을 가르침
- 1906년 : 봄에 희현당 부지와 건물을 인수하여 학당을 현재 위치로 이전하여 55명을 가르침, 교수과목은 국문, 산술, 한문, 성경, 역사, 습자, 체조, 창가, 도화
- 1908년 : 니스벳(J.S.Nisbet) 선교사가 학교 명칭을 예수학교에서 첫새벽[new dawn]을 뜻하는 신흥학교라고 개칭하고, 현 대강당 자리에 기와집 8칸을 신축
- 1909년 : 신흥학교 보통과 1회 졸업생 5명을 배출하고 양옥 2층 80평을 신축하며, 고등과 학생도 모집하기 시작하여 보통과와 고등과 학생 숫자는 모두 150명이 됨
- 1912년 : 고등과 1회 졸업생 4명을 배출
- 1928년 : 옛 본관인 리차드슨홀을 신축
- 1933년 : 지정학교로 인가를 받음
- 1936년 : 대강당인 스미스홀을 신축
- 1937년 9월 22일 : 일제의 강압적인 신사참배를 정면 거부하고 학교를 자진 폐교
- 1946년 : 해방 후 미군정청 초급중학교 인가를 받아 신흥학교 문을 다시 열고 신입생을 선발하여 1949년 신흥초급중학교 1회 졸업생 125명을 배출
- 1950년 : 신흥고등학교 설립인가를 받아 중학교 3년제, 고등학교 3년제로 분리
- 1952년 : 신흥고등학교 1회 졸업생 44명을 배출
- 1962년 : 인톤기념관을 낙성하고 학교법인 호남기독학원을 설립하고 고등학교 24학급으로 인가받음
- 1982년 : 옛 본관인 리차드슨홀이 화재로 소실
- 1983년 : 고등학교 신관 3층 연 1,010평을 준공
- 1989년 : 총 30학급으로 증설되고 1990년 신관을 4층으로 증축
- 1994년 5월 : 도서관 희현당을 준공
- 2000년 9월 9일 : 신흥학교 개교 100주년 기념행사를 거행
- 2011년 2월 : 창조관과 급식실(오병이어관)을 준공
- 2012년 3월 : 혁신학교를 시작(2023년 현재, 혁신더하기학교 운영)함
- 2022년 9월 : 신흥고등학교 제16대 김병호 교장 취임
- 2024년 : 124년간 신흥학교 졸업생 5만여 명을 배출

## 참고 자료
- 전주신흥고등학교 - 한국교육학술정보원 학교알리미